# Оссовский, Сергей Петрович
Сергей Петрович Оссовский (род. 9 ноября 1958 года, Москва, РСФСР, СССР) — российский художник, академик Российской академии художеств (2007). Заслуженный деятель искусств Российской Федерации (2022).

## Биография
Родился 9 ноября 1958 года в Москве.
В 1983 году — окончил МГАХИ имени В. И. Сурикова, мастерская Т. Т. Салахова, затем там же учился как ассистент-стажер (1985—1987).
С 1984 года — член Московского отделения Союза художников России.
С 1987 по 1989 годы — преподавал в мастерской Т. Т. Салахова.
С 2001 года по настоящее время — старший преподаватель МГАХИ имени В. И. Сурикова.
В период с 1998 по 2000 годы — работал над росписями Храма Христа Спасителя.
В 2002 году — избран членом-корреспондентом, в 2007 году — академиком Российской академии художеств.
В 2014 году подписал коллективное заявление деятелей культуры России в поддержку позиции президента по Украине и Крыму.

### Семья
- Отец — Пётр Павлович Оссовский (1925—2015), советский, российский художник-живописец. Народный художник СССР (1989). Лауреат Государственной премии СССР (1985).
- Сестра — Мария Петровна Оссовская (род. 1960), актриса, педагог, профессор Театрального института им. Б. Щукина, заслуженный работник культуры Российской Федерации, заслуженный деятель искусств Кабардино-Балкарской Республики, заслуженный деятель культуры Республики Южная Осетия.

## Творческая деятельность
Серия «История одного дерева», «Ветви III» (1991—1992), серия «История одного двора», «Московское лето I» (1992—1993), «Чайный магазин на Мясницкой» (1994), серия «Китай-город», «Старый двор» (1994), «Улица Солянка» (1995), «Розовый дом» (1995), серия «Старая Москва», «Нотный магазин на Неглинной» (1995).